# Faciliteitenwet
De Faciliteitenwet ook wel de 'Wet betreffende de positie van Molukkers' genoemd, regelt in Nederland de positie van in Nederland wonende Molukkers die niet het Nederlanderschap bezitten.

## Achtergrond
In 1951 kwamen ruim 4.000 Molukkers van het opgeheven KNIL naar Nederland. Op dwingend advies van de RMS-delegatie in Nederland kozen de soldaten zelf vrijwillig voor de, in hun ogen enige reële mogelijkheid van een tijdelijke overkomst naar Nederland. In tegenstelling van wat vaak wordt beweerd, was van een dienstbevel om in te schepen dus geen sprake. Zij werden samen met hun gezin ondergebracht in woonoorden verspreid over Nederland. In totaal ging het om zo'n 12.500 mensen. Het KNIL was al in 1950 opgeheven en de soldaten werden kort na aankomst in Nederland gedemobiliseerd.
Het was de Nederlandse overheid er alles aan gelegen om de Molukkers zo snel mogelijk weer te laten terugkeren naar de Molukken. Toen bleek dat er op termijn geen terugkeer mogelijk was duurde het nog tientallen jaren voordat de Molukkers een duidelijke rechtspositie in Nederland kregen.

## Staatloosheid
Bij aankomst kregen alle Molukkers de status van vreemdeling omdat zij de Nederlandse nationaliteit verwierpen en vasthielden aan een terugkeer naar de onafhankelijke Republiek der Zuid-Molukken. Als gevolg van de Wet op de Indonesische Nationaliteit van 1958 verloren de meeste Molukkers in Nederland het Indonesische staatsburgerschap en werden stateloos. In de jaren zeventig was het aantal Molukkers in Nederland gegroeid tot 30.000 personen. De meesten van hen geloofden nog steeds in een onafhankelijke Molukse Republiek en wilden geen Nederlands staatsburgerschap verkrijgen.
Na de Nederlandse Treinkaping bij Wijster en andere gewelddadige acties besloot de Nederlandse regering de situatie van de Molukkers te verbeteren. De Nederlandse overheid is in 1976 de Molukkers tegenmoet gekomen met een speciale wet (de zogenaamde Wet betreffende de positie van Molukkers ) om de rechtspositie van Molukkers verblijvend in Nederland gelijk te stellen met Nederlandse staatsburgers. Molukkers die onder deze wet vallen hebben geen recht om mee te doen aan provinciale, Tweede Kamer of Europese verkiezingen. De derde generatie Molukkers hoort het Nederlanderschap rechtswege te krijgen.

## Faciliteitenpaspoort
De Molukkers, verblijvend in Nederland kregen uitsluitend een 'faciliteitenpaspoort'. Hierin werd de Nederlandse nationaliteit doorgehaald en speciaal aangegeven dat betrokkenen als Nederlander werden behandeld. Vanwege veel problemen met reizen in het buitenland is in 1991 besloten om ook de mogelijkheid te bieden een Nederlands paspoort aan te vragen met de vermelding Nederlandse nationaliteit. In tegenstelling tot de vermelding van Nederlandse nationaliteit in het Nederlandse reisdocument beschikken de betrokkenen niet daadwerkelijk over de Nederlandse nationaliteit maar blijven voor de wet stateloos.